# بيتو ألميدا
روبرتو دي ألميدا (بالبرتغالية: Beto Almeida‏) الشهير باسم بيتو ألميدا (ولد في 5 أبريل 1955) مدرب كرة قدم برازيلي سابق.

## روابط خارجية
- روبرتو دي ألميدا على موقع قاعدة بيانات كرة القدم.إي يو (الإنجليزية)
- روبرتو دي ألميدا على موقع Soccerway.com (الإنجليزية)
- روبرتو دي ألميدا على موقع عالم كرة القدم.نت (الإنجليزية)